# Super League w piłce siatkowej mężczyzn (2023/2024)
Super League 2023/2024 – 45. sezon rozgrywek o ligowe mistrzostwo Anglii zorganizowany przez stowarzyszenie Volleyball England. Zainaugurowany został 14 października 2023 roku.
W rozgrywkach brało udział 10 drużyn. W porównaniu z poprzednim sezonem do najwyższej klasy rozgrywkowej dołączył mistrz Division 1 – Stockport VC.
Super League w sezonie 2023/2024 składała się z fazy zasadniczej oraz turnieju finałowego. W fazie zasadniczej drużyny rozegrały między sobą po dwa mecze. Cztery najlepsze zespoły awansowały do turnieju finałowego, w ramach którego rozegrane zostały półfinały, mecz o 3. miejsce i finał.
Turniej finałowy odbył się w dniach 27-28 kwietnia 2024 roku w National Volleyball Centre w Kettering. Po raz trzeci, jednocześnie trzeci raz z rzędu, mistrzem Anglii został Durham Palatinates, który w finale pokonał zespół IBB Polonia London. Trzecie miejsce zajął Essex Rebels.
Do Division 1 spadły kluby: Leeds Gorse oraz po barażach Newcastle Staffs.

## System rozgrywek
Super League w sezonie 2023/2024 składała się z fazy zasadniczej oraz turnieju finałowego.
W fazie zasadniczej drużyny rozegrały między sobą po dwa spotkania systemem kołowym (mecz u siebie i rewanż na wyjeździe). Cztery najlepsze zespoły awansowały do turnieju finałowego, pozostałe zakończyły udział w rozgrywkach.
Turniej finałowy obejmował półfinały, mecz o 3. miejsce i finał. Spotkania turnieju finałowego odbyły się w jeden weekend w obiekcie wybranym przez Volleyball England. Półfinałowe pary powstały na podstawie miejsc zajętych przez poszczególne drużyny w fazie zasadniczej zgodnie z kluczem: 1-4; 2-3. Zwycięzcy w parach półfinałowych zagrali mecz finałowy o mistrzostwo Super League, przegrani natomiast grali o 3. miejsce.
Drużyna, która zajęła 9. miejsce, trafiła do baraży, natomiast ta, która zakończyła rozgrywki na ostatnim miejscu, spadła do Division 1.

## Drużyny uczestniczące
W Super League w sezonie 2023/2024 uczestniczyło 10 drużyn. Do najwyższej klasy rozgrywkowej dołączył mistrz Division 1 w sezonie 2022/2023 – Stockport VC.
| Super League 2023/2024                                                                | Super League 2023/2024 |
| ------------------------------------------------------------------------------------- | ---------------------- |
| Durham Palatinates                                                                    | 1                      |
| Malory Eagles UEL                                                                     | 2                      |
| IBB Polonia London                                                                    | 3                      |
| Richmond Docklands                                                                    | 4                      |
| University of Nottingham                                                              | 5                      |
| Newcastle Staffs                                                                      | 6                      |
| Essex Rebels                                                                          | 7                      |
| Leeds Gorse                                                                           | 8                      |
| Team Sunderland                                                                       | 9                      |
| Awans z Division 1                                                                    |                        |
| Stockport VC                                                                          | 1                      |
| Oznaczenia: - kolumna druga – miejsce zajęte przez daną drużynę w poprzednim sezonie. |                        |

### Awanse i spadki
| Poz. | Spadek z Super League 2022/2023 |
| ---- | ------------------------------- |
| 10.  | Sheffield Hallam                |

| Poz. | Awans z Division 1 2022/2023 |
| ---- | ---------------------------- |
| 1.   | Stockport VC                 |

## Hale sportowe
Wszystkie mecze pierwszego tygodnia rozgrywek oraz turniej finałowy odbyły się w National Volleyball Centre w Kettering.
| Klub                     | Hala sportowa                          | Miejscowość          | *     |
| ------------------------ | -------------------------------------- | -------------------- | ----- |
| Durham Palatinates       | Graham Sports Centre                   | Durham               |       |
| Essex Rebels             | Essex Sport Arena                      | Colchester           |       |
| IBB Polonia London       | Northolt High School                   | Londyn               |       |
| Leeds Gorse              | Ruth Gorse Academy                     | Leeds                |       |
| Malory Eagles UEL        | Ernest Bevin Academy                   | Londyn               | [ a ] |
| Malory Eagles UEL        | University of East London – SportsDock | Londyn               | [ a ] |
| Newcastle Staffs         | Sir Stanley Matthews Sports Centre     | Stoke-on-Trent       |       |
| Richmond Docklands       | Kingston College – Arena               | Kingston upon Thames |       |
| Stockport VC             | Brinnington Park Leisure Complex       | Brinnington          |       |
| Team Sunderland          | CitySpace Fitness                      | Sunderland           |       |
| University of Nottingham | Jubilee Sports Centre                  | Nottingham           | [ b ] |
| University of Nottingham | David Ross Sports Village              | Nottingham           | [ b ] |
| Źródło:                  |                                        |                      |       |

## Faza zasadnicza

### Tabela wyników
| Gospodarz \ Gość1        | DUR | EAG | POL | DOC | UoN | NCS | ESS | LDG | SUN | STP |
| ------------------------ | --- | --- | --- | --- | --- | --- | --- | --- | --- | --- |
| Durham Palatinates       | -   | 3:2 | 3:0 | 1:3 | 3:1 | 3:1 | 3:0 | 3:0 | 3:0 | 3:1 |
| Malory Eagles UEL        | 3:2 | -   | 0:3 | 3:0 | 3:0 | 3:1 | 3:2 | 3:0 | 3:0 | 3:1 |
| IBB Polonia London       | 3:1 | 3:0 | -   | 3:1 | 3:1 | 3:0 | 3:0 | 3:0 | 3:0 | 3:2 |
| Richmond Docklands       | 2:3 | 0:3 | 2:3 | -   | 3:1 | 1:3 | 0:3 | 3:2 | 3:1 | 3:0 |
| University of Nottingham | 1:3 | 2:3 | 0:3 | 0:3 | -   | 3:0 | 0:3 | 3:2 | 3:1 | 3:0 |
| Newcastle Staffs         | 3:0 | 1:3 | 0:3 | 0:3 | 3:2 | -   | 1:3 | 3:0 | 3:2 | 0:3 |
| Essex Rebels             | 1:3 | 3:1 | 2:3 | 3:1 | 3:1 | 3:0 | -   | 3:0 | 2:3 | 3:1 |
| Leeds Gorse              | 1:3 | 1:3 | 1:3 | 1:3 | 0:3 | 3:1 | 2:3 | -   | 0:3 | 3:1 |
| Team Sunderland          | 0:3 | 1:3 | 0:3 | 3:2 | 0:3 | 3:1 | 2:3 | 1:3 | -   | 1:3 |
| Stockport VC             | 0:3 | 3:0 | 1:3 | 1:3 | 1:3 | 3:1 | 3:1 | 3:1 | 1:3 | -   |

Źródło: 
1 Drużyna gospodarzy jest wymieniona po lewej stronie tabeli.
Kolory:
  zwycięstwo gospodarzy 3:0 lub 3:1
  zwycięstwo gospodarzy 3:2
  zwycięstwo gości 3:0 lub 3:1
  zwycięstwo gości 3:2

### Terminarz i wyniki spotkań
| Data                                                            | Godz. | Gospodarz                | Rezultat                                | Gość                     |
| --------------------------------------------------------------- | ----- | ------------------------ | --------------------------------------- | ------------------------ |
| TYDZIEŃ 1                                                       |       |                          |                                         |                          |
| 14.10.2023                                                      | 10:30 | Richmond Docklands       | 3:1 (31:29, 27:25, 22:25, 25:23)        | Team Sunderland          |
| 14.10.2023                                                      | 12:30 | Newcastle Staffs         | 3:0 (25:0, 25:0, 25:0)                  | Durham Palatinates       |
| 14.10.2023                                                      | 14:30 | Stockport VC             | 3:0 (25:20, 27:25, 25:23)               | Malory Eagles UEL        |
| 14.10.2023                                                      | 16:30 | Leeds Gorse              | 1:3 (25:27, 21:25, 25:21, 20:25)        | IBB Polonia London       |
| 14.10.2023                                                      | 18:30 | University of Nottingham | 0:3 (23:25, 21:25, 16:25)               | Essex Rebels             |
| TYDZIEŃ 2                                                       |       |                          |                                         |                          |
| 21.10.2023                                                      | 14:45 | Durham Palatinates       | 3:1 (22:25, 25:16, 25:14, 28:26)        | University of Nottingham |
| 21.10.2023                                                      | 16:00 | Leeds Gorse              | 1:3 (18:25, 21:25, 28:26, 23:25)        | Malory Eagles UEL        |
| 21.10.2023                                                      | 16:30 | IBB Polonia London       | 3:0 (25:16, 25:14, 25:21)               | Team Sunderland          |
| 21.10.2023                                                      | 16:30 | Richmond Docklands       | 1:3 (22:25, 25:17, 24:26, 26:28)        | Newcastle Staffs         |
| 22.10.2023                                                      | 13:30 | Essex Rebels             | 3:0 (25:15, 25:17, 25:21)               | Newcastle Staffs         |
| 22.10.2023                                                      | 14:45 | Durham Palatinates       | 3:2 (25:22, 26:24, 22:25, 34:36, 15:13) | Malory Eagles UEL        |
| TYDZIEŃ 3                                                       |       |                          |                                         |                          |
| 28.10.2023                                                      | 16:30 | Richmond Docklands       | 2:3 (25:22, 20:25, 25:15, 19:25, 10:15) | Durham Palatinates       |
| 29.10.2023                                                      | 12:30 | Essex Rebels             | 3:1 (25:23, 20:25, 25:17, 25:13)        | Richmond Docklands       |
| 29.10.2023                                                      | 13:00 | University of Nottingham | 3:0 (29:27, 25:18, 25:19)               | Stockport VC             |
| 29.10.2023                                                      | 16:30 | IBB Polonia London       | 3:1 (25:18, 22:25, 25:22, 25:17)        | Durham Palatinates       |
| TYDZIEŃ 4                                                       |       |                          |                                         |                          |
| 4.11.2023                                                       | 12:00 | Malory Eagles UEL        | 3:1 (25:13, 25:18, 25:27, 25:21)        | Stockport VC             |
| 4.11.2023                                                       | 14:30 | Leeds Gorse              | 0:3 (22:25, 17:25, 23:25)               | Team Sunderland          |
| 4.11.2023                                                       | 14:45 | Durham Palatinates       | 3:1 (22:25, 25:22, 25:12, 25:18)        | Newcastle Staffs         |
| 4.11.2023                                                       | 16:30 | Richmond Docklands       | 3:1 (25:22, 26:24, 25:27, 25:19)        | University of Nottingham |
| 5.11.2023                                                       | 14:00 | Richmond Docklands       | 3:0 (25:20, 25:20, 25:22)               | Stockport VC             |
| 5.11.2023                                                       | 14:30 | Leeds Gorse              | 3:1 (25:20, 21:25, 25:23, 25:22)        | Newcastle Staffs         |
| 5.11.2023                                                       | 16:30 | IBB Polonia London       | 3:1 (25:17, 18:25, 25:15, 25:20)        | University of Nottingham |
| TYDZIEŃ 5                                                       |       |                          |                                         |                          |
| 18.11.2023                                                      | 13:00 | University of Nottingham | 2:3 (16:25, 25:14, 21:25, 25:21, 9:15)  | Malory Eagles UEL        |
| 18.11.2023                                                      | 14:00 | Stockport VC             | 3:1 (24:26, 25:18, 25:14, 25:21)        | Leeds Gorse              |
| 18.11.2023                                                      | 14:00 | Newcastle Staffs         | 3:2 (26:24, 21:25, 25:23, 21:25, 17:15) | Team Sunderland          |
| 18.11.2023                                                      | 16:30 | Durham Palatinates       | 3:0 (25:22, 25:7, 25:22)                | Essex Rebels             |
| 18.11.2023                                                      | 18:30 | Richmond Docklands       | 2:3 (25:20, 25:21, 16:25, 23:25, 8:15)  | IBB Polonia London       |
| 19.11.2023                                                      | 12:00 | Team Sunderland          | 2:3 (22:25, 25:21, 28:26, 15:25, 13:15) | Essex Rebels             |
| TYDZIEŃ 6                                                       |       |                          |                                         |                          |
| 25.11.2023                                                      | 12:00 | Malory Eagles UEL        | 3:0 (25:21, 25:22, 25:21)               | Richmond Docklands       |
| 25.11.2023                                                      | 13:00 | University of Nottingham | 3:2 (27:29, 25:22, 17:25, 25:23, 15:6)  | Leeds Gorse              |
| 25.11.2023                                                      | 14:30 | Essex Rebels             | 2:3 (26:28, 20:25, 25:17, 25:17, 9:15)  | Team Sunderland          |
| 26.11.2023                                                      | 13:30 | Team Sunderland          | 1:3 (25:21, 21:25, 18:25, 18:25)        | Stockport VC             |
| 26.11.2023                                                      | 15:30 | IBB Polonia London       | 3:0 (25:16, 27:25, 25:22)               | Malory Eagles UEL        |
| TYDZIEŃ 7                                                       |       |                          |                                         |                          |
| 2.12.2023                                                       | 12:00 | Malory Eagles UEL        | 3:2 (21:25, 29:31, 25:23, 25:20, 15:13) | Durham Palatinates       |
| 2.12.2023                                                       | 12:30 | Stockport VC             | 3:1 (25:17, 23:25, 25:17, 25:14)        | Newcastle Staffs         |
| 2.12.2023                                                       | 12:30 | University of Nottingham | 3:1 (22:25, 25:18, 25:20, 25:20)        | Team Sunderland          |
| 3.12.2023                                                       | 14:30 | Leeds Gorse              | 2:3 (26:24, 25:18, 23:25, 15:25, 13:15) | Essex Rebels             |
| TYDZIEŃ 8                                                       |       |                          |                                         |                          |
| 9.12.2023                                                       | 12:15 | Malory Eagles UEL        | 3:2 (21:25, 25:13, 16:25, 25:20, 15:11) | Essex Rebels             |
| 9.12.2023                                                       | 13:00 | University of Nottingham | 0:3 (24:26, 24:26, 25:27)               | Richmond Docklands       |
| 9.12.2023                                                       | 14:00 | Stockport VC             | 1:3 (15:25, 24:26, 25:23, 22:25)        | Team Sunderland          |
| 9.12.2023                                                       | 14:30 | Leeds Gorse              | 1:3 (16:25, 18:25, 25:20, 14:25)        | Durham Palatinates       |
| 9.12.2023                                                       | 16:30 | IBB Polonia London       | 3:0 (25:23, 25:20, 25:23)               | Newcastle Staffs         |
| 10.12.2023                                                      | 15:00 | Essex Rebels             | 1:3 (25:27, 21:25, 26:24, 20:25)        | Durham Palatinates       |
| TYDZIEŃ 9                                                       |       |                          |                                         |                          |
| 13.01.2024                                                      | 15:00 | Malory Eagles UEL        | 3:1 (25:13, 25:21, 16:25, 25:18)        | Newcastle Staffs         |
| 13.01.2024                                                      | 18:30 | IBB Polonia London       | 3:0 (25:14, 25:20, 25:18)               | Leeds Gorse              |
| 14.01.2024                                                      | 12:30 | Essex Rebels             | 3:0 (25:17, 25:17, 25:13)               | Leeds Gorse              |
| 14.01.2024                                                      | 14:00 | Malory Eagles UEL        | 3:0 (25:20, 25:18, 26:24)               | Team Sunderland          |
| TYDZIEŃ 10                                                      |       |                          |                                         |                          |
| 20.01.2024                                                      | 12:00 | Malory Eagles UEL        | 3:0 (25:12, 25:20, 25:19)               | Leeds Gorse              |
| 20.01.2024                                                      | 13:00 | University of Nottingham | 1:3 (25:17, 22:25, 23:25, 22:25)        | Durham Palatinates       |
| 20.01.2024                                                      | 15:00 | Newcastle Staffs         | 0:3 (17:25, 24:26, 21:25)               | Richmond Docklands       |
| 21.01.2024                                                      | 12:30 | Essex Rebels             | 3:1 (23:25, 25:18, 25:21, 25:21)        | Stockport VC             |
| TYDZIEŃ 11                                                      |       |                          |                                         |                          |
| 3.02.2024                                                       | 14:00 | Newcastle Staffs         | 0:3 (23:25, 20:25, 17:25)               | Stockport VC             |
| 3.02.2024                                                       | 14:45 | Durham Palatinates       | 1:3 (23:25, 21:25, 25:17, 18:25)        | Richmond Docklands       |
| 3.02.2024                                                       | 17:00 | Essex Rebels             | 3:1 (25:16, 27:25, 16:25, 25:18)        | University of Nottingham |
| 4.02.2024                                                       | 14:30 | Leeds Gorse              | 1:3 (19:25, 24:26, 25:22, 17:25)        | Richmond Docklands       |
| 4.02.2024                                                       | 16:30 | IBB Polonia London       | 3:0 (25:20, 25:21, 27:25)               | Essex Rebels             |
| TYDZIEŃ 12                                                      |       |                          |                                         |                          |
| 10.02.2024                                                      | 12:00 | Stockport VC             | 0:3 (11:25, 20:25, 18:25)               | Durham Palatinates       |
| 10.02.2024                                                      | 12:30 | Team Sunderland          | 1:3 (23:25, 23:25, 25:17, 20:25)        | Leeds Gorse              |
| 10.02.2024                                                      | 13:00 | University of Nottingham | 0:3 (18:25, 21:25, 22:25)               | IBB Polonia London       |
| 10.02.2024                                                      | 14:00 | Newcastle Staffs         | 1:3 (22:25, 25:27, 26:24, 18:25)        | Malory Eagles UEL        |
| 10.02.2024                                                      | 16:30 | Richmond Docklands       | 0:3 (18:25, 20:25, 15:25)               | Essex Rebels             |
| 11.02.2024                                                      | 12:00 | Team Sunderland          | 0:3 (23:25, 21:25, 22:25)               | IBB Polonia London       |
| TYDZIEŃ 13                                                      |       |                          |                                         |                          |
| 17.02.2024                                                      | 12:30 | Stockport VC             | 1:3 (22:25, 25:22, 18:25, 23:25)        | IBB Polonia London       |
| 17.02.2024                                                      | 15:00 | Newcastle Staffs         | 3:2 (25:14, 23:25, 25:22, 18:25, 15:13) | University of Nottingham |
| 17.02.2024                                                      | 16:30 | Richmond Docklands       | 3:2 (21:25, 25:9, 25:21, 23:25, 15:12)  | Leeds Gorse              |
| 18.02.2024                                                      | 12:30 | Team Sunderland          | 0:3 (19:25, 15:25, 22:25)               | University of Nottingham |
| 18.02.2024                                                      | 15:00 | Essex Rebels             | 3:1 (17:25, 25:21, 25:15, 25:12)        | Malory Eagles UEL        |
| TYDZIEŃ 14                                                      |       |                          |                                         |                          |
| 2.03.2024                                                       | 12:30 | Stockport VC             | 3:1 (25:20, 25:22, 20:25, 25:20)        | Essex Rebels             |
| 2.03.2024                                                       | 14:30 | Leeds Gorse              | 0:3 (17:25, 19:25, 26:28)               | University of Nottingham |
| 2.03.2024                                                       | 16:30 | Durham Palatinates       | 3:0 (25:21, 25:15, 25:16)               | IBB Polonia London       |
| 2.03.2024                                                       | 18:30 | Richmond Docklands       | 0:3 (16:25, 26:28, 19:25)               | Malory Eagles UEL        |
| 3.03.2024                                                       | 14:45 | Durham Palatinates       | 3:0 (25:19, 25:22, 25:22)               | Team Sunderland          |
| TYDZIEŃ 15                                                      |       |                          |                                         |                          |
| 9.03.2024                                                       | 12:00 | Malory Eagles UEL        | 3:0 (25:13, 25:21, 25:21)               | University of Nottingham |
| 9.03.2024                                                       | 14:00 | Newcastle Staffs         | 1:3 (25:23, 18:25, 18:25, 24:26)        | Essex Rebels             |
| 9.03.2024                                                       | 14:30 | Leeds Gorse              | 3:1 (25:17, 22:25, 25:20, 27:25)        | Stockport VC             |
| 9.03.2024                                                       | 16:30 | IBB Polonia London       | 3:1 (25:22, 22:25, 25:14, 25:21)        | Richmond Docklands       |
| 10.03.2024                                                      | 12:00 | Team Sunderland          | 3:1 (23:25, 25:22, 25:21, 25:21)        | Newcastle Staffs         |
| 10.03.2024                                                      | 12:30 | Essex Rebels             | 2:3 (20:25, 24:26, 25:21, 25:17, 13:15) | IBB Polonia London       |
| 10.03.2024                                                      | 14:45 | Durham Palatinates       | 3:1 (25:16, 25:8, 23:25, 25:18)         | Stockport VC             |
| TYDZIEŃ 16                                                      |       |                          |                                         |                          |
| 16.03.2024                                                      | 14:00 | Stockport VC             | 1:3 (25:17, 24:26, 25:27, 21:25)        | University of Nottingham |
| 16.03.2024                                                      | 14:00 | Newcastle Staffs         | 0:3 (17:25, 15:25, 20:25)               | IBB Polonia London       |
| 16.03.2024                                                      | 14:45 | Durham Palatinates       | 3:0 (25:17, 25:16, 25:18)               | Leeds Gorse              |
| TYDZIEŃ 17                                                      |       |                          |                                         |                          |
| 23.03.2024                                                      | 12:00 | Malory Eagles UEL        | 0:3 (18:25, 25:27, 21:25)               | IBB Polonia London       |
| 23.03.2024                                                      | 13:00 | University of Nottingham | 3:0 (25:21, 25:23, 29:27)               | Newcastle Staffs         |
| 23.03.2024                                                      | 14:00 | Stockport VC             | 1:3 (22:25, 25:23, 19:25, 22:25)        | Richmond Docklands       |
| 23.03.2024                                                      | 14:30 | Team Sunderland          | 0:3 (17:25, 17:25, 30:32)               | Durham Palatinates       |
| 24.03.2024                                                      | 13:30 | Team Sunderland          | 3:2 (25:16, 25:22, 21:25, 18:25, 15:13) | Richmond Docklands       |
| TYDZIEŃ 18                                                      |       |                          |                                         |                          |
| 6.04.2024                                                       | 14:00 | Newcastle Staffs         | 3:0 (25:17, 25:23, 25:22)               | Leeds Gorse              |
| 6.04.2024                                                       | 15:30 | Team Sunderland          | 1:3 (14:25, 27:25, 24:26, 17:25)        | Malory Eagles UEL        |
| 6.04.2024                                                       | 16:30 | IBB Polonia London       | 3:2 (23:25, 25:14, 25:23, 33:35, 15:13) | Stockport VC             |
| Wszystkie godziny według czasu lokalnego (UTC±0/UTC+1). Źródło: |       |                          |                                         |                          |

### Tabela
| Lp.                                                   | Drużyna                  | Pkt | Mecze | Mecze | Mecze | Rodzaj wyniku | Rodzaj wyniku | Rodzaj wyniku | Rodzaj wyniku | Rodzaj wyniku | Rodzaj wyniku | Sety | Sety | Sety  | Małe punkty | Małe punkty | Małe punkty |
| Lp.                                                   | Drużyna                  | Pkt | M     | W     | P     | 3:0           | 3:1           | 3:2           | 2:3           | 1:3           | 0:3           | wyg. | prz. | stos. | zdob.       | str.        | stos.       |
| ----------------------------------------------------- | ------------------------ | --- | ----- | ----- | ----- | ------------- | ------------- | ------------- | ------------- | ------------- | ------------- | ---- | ---- | ----- | ----------- | ----------- | ----------- |
| 1                                                     | IBB Polonia London       | 48  | 18    | 17    | 1     | 9             | 5             | 3             | 0             | 0             | 1             | 51   | 14   | 3.64  | 1546        | 1350        | 1.15        |
| 2                                                     | Durham Palatinates       | 41  | 18    | 14    | 4     | 6             | 6             | 2             | 1             | 2             | 1             | 46   | 22   | 2.09  | 1545        | 1410        | 1.1         |
| 3                                                     | Malory Eagles UEL        | 37  | 18    | 13    | 5     | 5             | 5             | 3             | 1             | 1             | 3             | 42   | 26   | 1.62  | 1578        | 1459        | 1.08        |
| 4                                                     | Essex Rebels             | 34  | 18    | 11    | 7     | 4             | 5             | 2             | 3             | 2             | 2             | 41   | 30   | 1.37  | 1598        | 1479        | 1.08        |
| 5                                                     | Richmond Docklands       | 29  | 18    | 9     | 9     | 3             | 5             | 1             | 3             | 3             | 3             | 36   | 34   | 1.06  | 1565        | 1571        | 1           |
| 6                                                     | University of Nottingham | 22  | 18    | 7     | 11    | 4             | 2             | 1             | 2             | 5             | 4             | 30   | 37   | 0.81  | 1482        | 1525        | 0.97        |
| 7                                                     | Stockport VC             | 19  | 18    | 6     | 12    | 2             | 4             | 0             | 1             | 8             | 3             | 28   | 40   | 0.7   | 1500        | 1583        | 0.95        |
| 8                                                     | Team Sunderland          | 15  | 18    | 5     | 13    | 1             | 2             | 2             | 2             | 5             | 6             | 24   | 45   | 0.53  | 1495        | 1614        | 0.93        |
| 9                                                     | Newcastle Staffs         | 13  | 18    | 5     | 13    | 2             | 1             | 2             | 0             | 7             | 6             | 22   | 44   | 0.5   | 1408        | 1505        | 0.94        |
| 10                                                    | Leeds Gorse              | 12  | 18    | 3     | 15    | 0             | 3             | 0             | 3             | 5             | 7             | 20   | 48   | 0.42  | 1391        | 1612        | 0.86        |
| Legenda: turniej finałowy baraże spadek do Division 1 |                          |     |       |       |       |               |               |               |               |               |               |      |      |       |             |             |             |

Źródło: 
Punktacja: 3:0 i 3:1 – 3 pkt; 3:2 – 2 pkt; 2:3 – 1 pkt; 1:3 i 0:3 – 0 pkt
Zasady ustalania kolejności: 1. liczba zdobytych punktów; 2. wyższy stosunek setów; 3. wyższy stosunek małych punktów; 4. lepszy bilans w meczach bezpośrednich

## Turniej finałowy
Miejsce: National Volleyball Centre, Kettering
Wszystkie godziny według czasu lokalnego (UTC+1).

### Drabinka
|  | Półfinały | Półfinały          | Półfinały |  |  | Finał             | Finał              | Finał             |
|  |           |                    |           |  |  |                   |                    |                   |
|  | 1         | IBB Polonia London | 3         |  |  |                   |                    |                   |
|  | 4         | Essex Rebels       | 1         |  |  |                   |                    |                   |
|  |           |                    |           |  |  | 1                 | IBB Polonia London | 1                 |
|  |           |                    |           |  |  | 2                 | Durham Palatinates | 3                 |
|  | 2         | Durham Palatinates | 3         |  |  |                   |                    |                   |
|  | 3         | Malory Eagles UEL  | 1         |  |  | Mecz o 3. miejsce | Mecz o 3. miejsce  | Mecz o 3. miejsce |
|  |           |                    |           |  |  |                   |                    |                   |
|  |           |                    |           |  |  | 3                 | Malory Eagles UEL  | 2                 |
|  |           |                    |           |  |  | 4                 | Essex Rebels       | 3                 |

### Półfinały
| Data       | Godz. | Gospodarz          | Rezultat                         | Gość              |
| ---------- | ----- | ------------------ | -------------------------------- | ----------------- |
| 27.04.2024 | 13:30 | IBB Polonia London | 3:1 (25:22, 19:25, 25:15, 26:24) | Essex Rebels      |
| 27.04.2024 | 17:30 | Durham Palatinates | 3:1 (25:15, 25:20, 22:25, 28:26) | Malory Eagles UEL |

### Mecz o 3. miejsce
| Data       | Godz. | Gospodarz    | Rezultat                                | Gość              |
| ---------- | ----- | ------------ | --------------------------------------- | ----------------- |
| 28.04.2024 | 12:30 | Essex Rebels | 3:2 (19:25, 23:25, 25:22, 28:26, 15:10) | Malory Eagles UEL |

### Finał
| Data       | Godz. | Gospodarz          | Rezultat                         | Gość               |
| ---------- | ----- | ------------------ | -------------------------------- | ------------------ |
| 28.04.2024 | 16:30 | IBB Polonia London | 1:3 (18:25, 25:23, 20:25, 17:25) | Durham Palatinates |

## Klasyfikacja końcowa
| Poz. | Drużyna                  |
| ---- | ------------------------ |
| 1.   | Durham Palatinates       |
| 2.   | IBB Polonia London       |
| 3.   | Essex Rebels             |
| 4.   | Malory Eagles UEL        |
| 5.   | Richmond Docklands       |
| 6.   | University of Nottingham |
| 7.   | Stockport VC             |
| 8.   | Team Sunderland          |
| 9.   | Newcastle Staffs         |
| 10.  | Leeds Gorse              |

Legenda:
     baraże
     spadek do Division 1

## Baraże
Miejsce: Ashcombe Volleyball Centre, Dorking
Godzina według czasu lokalnego (UTC+1).
| Data       | Godz. | Gospodarz        | Rezultat                  | Gość          |
| ---------- | ----- | ---------------- | ------------------------- | ------------- |
| 27.04.2024 | 14:30 | Newcastle Staffs | 0:3 (28:30, 15:25, 23:25) | London Giants |

Źródło: 